# Stenoniscidae
Famille
Les Stenoniscidae sont une famille de cloportes halophiles. Dans cette famille, les uropodes (en) ne sont pas visibles en vue dorsale.

## Liste des genres
Selon GBIF (12 février 2023) :
- Archeostenoniscus Broly, 2018
- Metastenoniscus Taiti & Ferrara, 1982
- Stenoniscus Aubert & Dollfus, 1890

## Systématique
La famille des Stenoniscidae a été créée en 1904 par le zoologiste danois Gustav Budde-Lund (1846-1911),.

## Publication originale
- (en) G. Budde-Lund, « 2. Spherilloninae, 3. Armadillo », Revision of Crustacea isopoda terrestria, with additions and illustrations, Copenhague, vol. 2,‎ 1904, p. 33-144 (lire en ligne, consulté le 12 février 2023).